# Motion JPEG 2000
Motion JPEG 2000 — система кодирования видеоизображения с применением внутрикадровой технологии сжатия JPEG 2000, разработанная институтом интегральных схем общества Фраунгофера. В ноябре 2001 года принята как международный стандарт ИСО/МЭК 15444-3, а в январе 2005 года — как Рекомендация МСЭ-Т T.802.

## Особенности
- В основе кодека лежит дискретное вейвлет-преобразование, которое, в отличие от дискретно-косинусного преобразования, применяемого в кодеках семейства MPEG, производит кодирование сразу в двух областях — и в частотной, и в пространственной. Это исключает необходимость разбиения изображения на блоки. Для каждого кадра применяется только внутрикадровое сжатие без использования межкадрового кодирования.
- Отличительной особенностью является возможность масштабируемости, причём не только по размеру кадра, но и по качеству, то есть скорости видеопотока. Из-за особенностей вейвлет-разложения каждый кадр может содержать свои копии, уменьшенные вдвое по горизонтали и вертикали.
- Возможность сжатия без потерь позволяет применять данный кодек в области медицины, где требуется высокая точность изображений.
- Поддерживается вложенное аудио с синхронизацией с видео.
- Согласно Части 3 стандарта JPEG 2000, для сохранения сжатой видеопоследовательности используются форматы файлов .mj2 или .mjp2.
- Поддержка разных цветовых пространств — YCrCb 4:2:2, RGB 4:4:4.

## Применение
Предлагаемые сферы применения:
- сохранение видеороликов в цифровых камерах
- высококачественная видеозапись и покадровое редактирование
- цифровой кинематограф
- медицинские и спутниковые изображения